# 빤왓 멤니
빤왓 헴마니(태국어: ปานวาด เหมมณี, 영어: Panward Hemmanee, 1979년 12월 28일 ~ )는 태국의 배우, 모델이다.